# Bousbecque

Bousbecque este o comună în departamentul Nord, Franța. În 1 ianuarie 2022 avea o populație de 4.956 de locuitori.